# White Blood Cells
White Blood Cells ist das dritte Studioalbum der US-amerikanischen Rockband The White Stripes, das im Juli 2001 erschien.

## Entstehung und Veröffentlichung
Die Erstveröffentlichung von White Blood Cells erfolgte am 3. Juli 2001 bei Sympathy for the Record Industry. Das Album erschien in seiner Originalausführung als LP mit 16 Titeln (Katalognummer: SFTRI660). Am 24. September 2001 erschien das Album erstmals als CD-Ausführung bei XL Recordings (Katalognummer: XLCD 151).
Geschrieben und produziert wurden alle Lieder alleine von White-Stripes-Mitglied Jack White. Das Album ist Loretta Lynn gewidmet, einer „guten Freundin“ der White Stripes. White produzierte 2004 das Comebackalbum (Van Lear Rose) von Lynn.

## Titelliste
1. Dead Leaves and the Dirty Ground (3:04)
2. Hotel Yorba (2:10)
3. I’m Finding It Harder to Be a Gentleman (2:54)
4. Fell in Love with a Girl (1:51)
5. Expecting (2:03)
6. Little Room (0:50)
7. The Union Forever a (3:26)
8. The Same Boy You’ve Always Known (3:09)
9. We’re Going to Be Friends (2:22)
10. Offend in Every Way (3:06)
11. I Think I Smell a Rat (2:04)
12. Aluminum (2:19)
13. I Can’t Wait (3:38)
14. Now Mary (1:47)
15. I Can Learn (3:31)
16. This Protector (2:12)

## Rezeption
Das Stylus Magazine platzierte es auf Platz 15 der besten Alben 2000–2005.
Der Bassist von Redd Kross, Steven Shane McDonald, veröffentlichte ein Projekt, welches nur online aufrufbar ist: Er fügte den 16 (eigentlich basslosen) Liedern eine Bassspur hinzu. Die White Stripes klärten mit Steven, die Dateien nach 60.000 Downloads wieder von der Seite zu nehmen.

## Kommerzieller Erfolg

### Chartplatzierungen
| ChartsChartplatzierungen       | Höchstplatzierung | Wochen |
| ------------------------------ | ----------------- | ------ |
| Deutschland (GfK)              | 57 (1 Wo.)        | 1      |
| Vereinigte Staaten (Billboard) | 61 (53 Wo.)       | 53     |
| Vereinigtes Königreich (OCC)   | 55 (39 Wo.)       | 39     |

| ChartsJahrescharts (2002)      | Platzierung |
| ------------------------------ | ----------- |
| Vereinigte Staaten (Billboard) | 176         |

### Auszeichnungen für Musikverkäufe
| Land/Region                  | Auszeichnungen für Musikverkäufe (Land/Region, Auszeichnung, Verkäufe) | Verkäufe  |
| ---------------------------- | ---------------------------------------------------------------------- | --------- |
| Australien (ARIA)            | Gold                                                                   | 35.000    |
| Kanada (MC)                  | Gold                                                                   | 50.000    |
| Niederlande (NVPI)           | Gold                                                                   | 30.000    |
| Vereinigte Staaten (RIAA)    | Platin                                                                 | 1.114.000 |
| Vereinigtes Königreich (BPI) | Platin                                                                 | 300.000   |
| Insgesamt                    | 3× Gold · 2× Platin ·                                                  | 1.529.000 |